# Älghorntjärnen
Älghorntjärnen är en sjö i Örnsköldsviks kommun i Ångermanland och ingår i Gideälvens huvudavrinningsområde. Sjön har en area på 0,0334 kvadratkilometer och ligger 432,2 meter över havet.

## Delavrinningsområde
Älghorntjärnen ingår i det delavrinningsområde (708256-161169) som SMHI kallar för Ovan 708265-161280. Medelhöjden är 354 meter över havet och ytan är 3,93 kvadratkilometer. Räknas de 18 avrinningsområdena uppströms in blir den ackumulerade arean 92,59 kvadratkilometer. Lockstaån som avvattnar avrinningsområdet har biflödesordning 3, vilket innebär att vattnet flödar genom totalt 3 vattendrag innan det når havet efter 105 kilometer. Avrinningsområdet består mestadels av skog (86 procent). Avrinningsområdet har 0,03 kvadratkilometer vattenytor vilket ger det en sjöprocent på 0,9 procent.